# Eurhopalothrix emeryi
Eurhopalothrix emeryi é uma espécie de formiga do gênero Eurhopalothrix, pertencente à subfamília Myrmicinae.